# Oospila plurimaculata
Oospila plurimaculata là một loài bướm đêm trong họ Geometridae.